# Максимівка (Перекопський район)
Макси́мівка (до 1944 року — Атай, крим. Atay) — село Перекопського району Автономної Республіки Крим.
Розташоване у центрі району.
Відстань від райцентру до населеного пункта становить 25 кілометрів по прямій.